# اتاق خواب آرل
اُتاقِ خوابِ آرل (به فرانسوی: La Chambre à Arles)؛ (به هلندی: Slaapkamer te Arles) نام سه نقاشی تقریباً مشابه است که توسط ونسان ون گوگ نقاش هلندی سبک پسادریافتگری در سده ۱۹ میلادی کشیده شد.
عنوانی که خود ون گوگ به این کار هنری داده اتاق خواب است. سه نسخه معتبر در نامه‌های او توصیف شده است، که با تصاویر آویخته شده به دیوار سمت راست به سادگی از هم قابل تشخیص هستند.
نقاشی اتاق ون گوگ در میدان لامارتین ارل ،بوش-دو-رون، فرانسه را نشان می‌دهد که با نام خانه زرد رنگ شناخته شده است.
در سمت راست به طبقه بالا و پلکان باز می‌شد، در سمت چپ به اتاق میهمان که او برای پل گوگن آماده کرده بود. پنجره دیوار روبرو رو به میدان لامارتین و باغهای عمومی آن بود. این اتاق به شکل مستطیل نبود بلکه شکل ذوزنقه با زاویه منفرجه در گوشه سمت چپ دیوار جلویی و زاویه تند در سمت راست داشت. براساس مدارک ون گوگ روی این مسئله وقت زیادی صرف نکرد، فقط به سادگی به طریقی نشان داد که آنجا گوشه اتاق است.

## اولین نسخه

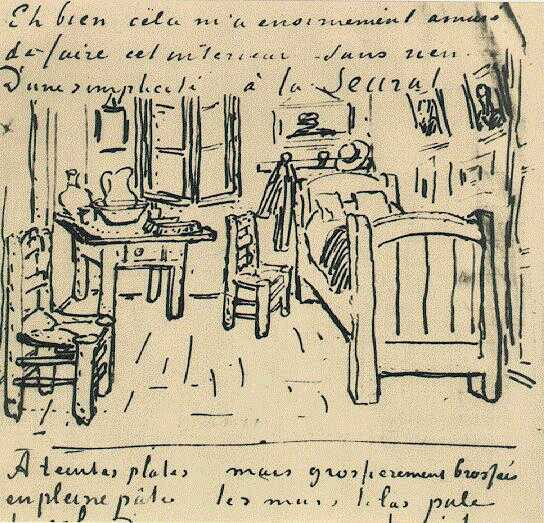
طرحی از اتاق در یک نامه به گوگن

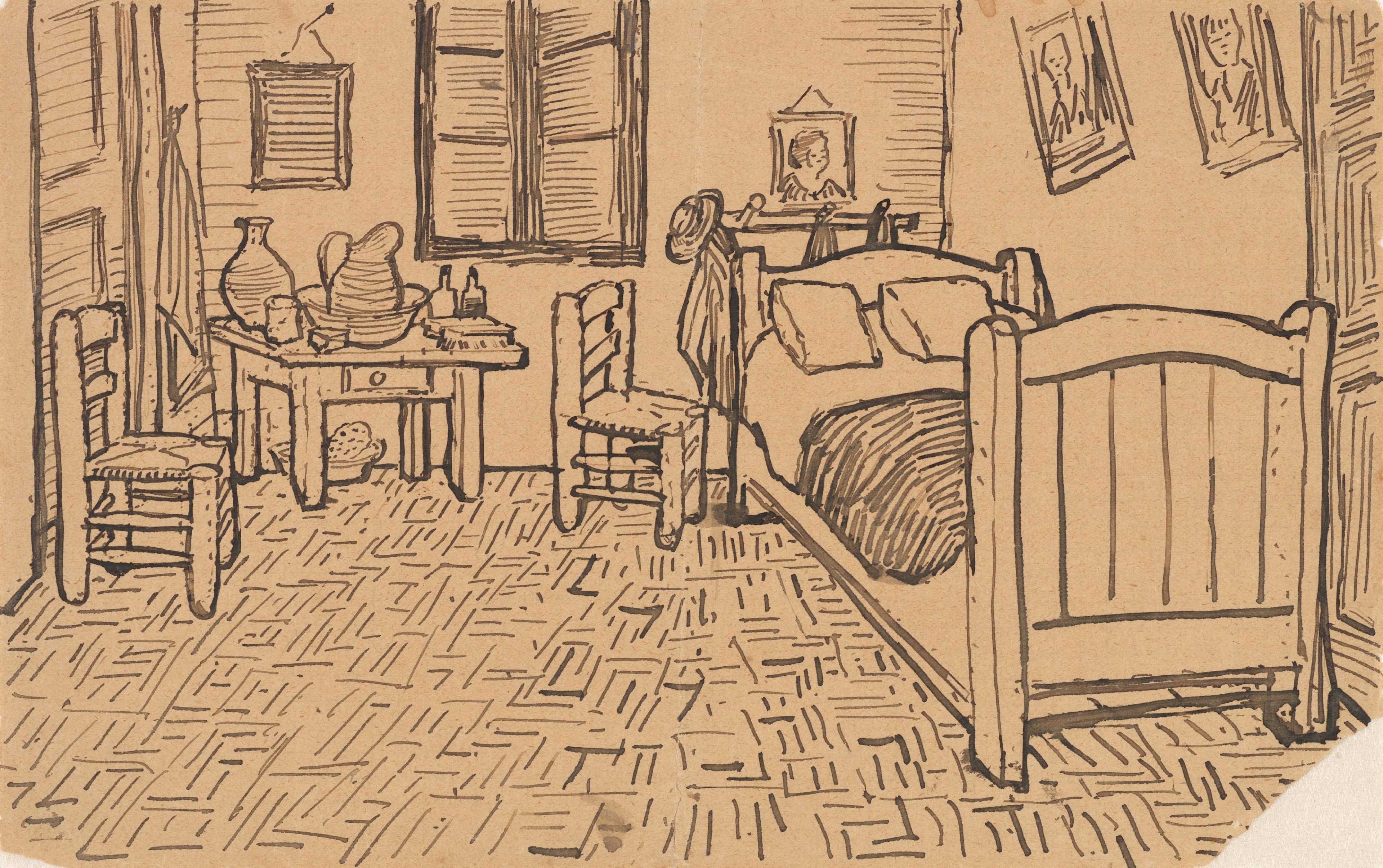
طرحی از اتاق در یک نامه به تئو

ون گوگ اولین نسخه را در اواسط اکتبر ۱۸۸۸ در حالیکه در ارل بود شروع کرد: او هدفها و منظورش را به برادرش تئو توضیح داده است:
«این بار موضوع نقاشی اتاق خوابم است، اتاقی که در آن فقط رنگ است که اهمیت دارد؛ و ضمن آن که با سادگی و یک‌دستی خود شکوهی به اشیا داده‌است، نشان می‌دهد که این اتاق چیزی جز محل خواب و استراحت نیست. خلاصه بگویم، نگاه کردن به این تابلو باید موجب استراحت فکر و بیش از آن آسودگی خیال شود. رنگ دیوارها را بنفش کمرنگ. رنگ زمین منطبق با موادی که از آن ساخته شده است، تخت چوبی و صندلی‌ها زرد مثل کره تازه، ملافه و بالشها را به رنگ سبز روشن مثل لیمو کردم. روتختی به رنگ سرخ، پنجره به رنگ سبز، لگن دستشویی به رنگ نارنجی، تانک آب رنگ آبی، درها مثل یاس بنفش، رنگ آمیزی شده‌اند. در این اتاق با پنجره بسته چیز دیگری وجود ندارد. اثاثیه مربع شکل، همین‌طور تصاویر آویخته شده به دیوار، آینه، بطری هاو چند تکه لباس باید بیانگر آرامش یکنواخت اتاق باشد. از رنگ سفید در تابلو استفاده نشده است، بنابراین قاب آن سفید رنگ خواهد بود با این هدف که آرامشی بیش از آنچه که به من توصیه شده ببخشد. در آن از هیچ نوع سایه‌ای استفاده نکرده‌ام، فقط رنگهای ساده بکار برده‌ام.»
ون گوگ طرحهایی از کار هنری اش را در این نامه همانند نامه‌ای که کمی بعد به پل گوگن نوشته، آورده است. در نامه، ون گوگ توضیح داده است که نقاشی حاصل بیماریی است که موجب شد او چند روز بستری شود. در این نسخه در دیوار سمت راست مینیاتورهایی که ون گوگ از دوستانش اوژن باخ و پل-اوژن میلات کشیده دیده می‌شود. پرتره اوژن باخ شاعر و پرتره پل-اوژن میلات عاشق نام دارد.

## دومین نسخه
در آوریل ۱۸۸۹، ون گوگ نسخه ابتدایی را برای برادرش فرستاد و ابراز تاسف کرد و نوشت در حالیکه در بیمارستان قدیمی ارل بستری بودم در سیل رُن آسیب دیده است. تئو پیشنهاد کرد به آن آستر نو بیندازد، و برای کپی تابلو را پس فرستاد. این دوباره کاری در سپتامبر ۱۸۸۹به اتمام رسید و پس از آن هر دو نقاشی برای تئو فرستاده شد.

## سومین نسخه
سرانجام وقتی، در تابستان ۱۸۸۹، ون گوگ تصمیم گرفت بهترین کارهایش را در اندازه‌های کوچکتر دوباره نقاشی کند (کلمهٔ مورد استفاده او réductions بود) برای مادر و خواهرش ویل «اتاق خواب» بین موضوعاتی بود که او برای نقاشی دوباره انتخاب کرد. این نقاشی‌ها که تا سپتامبر ۱۸۸۹ به پایان رسید، کاملاً کپی کارهای قبلی نبودند. در تابلو اتاق خواب پرتره مینیاتوری که در دیوار سمت چپ قرار دارد، یادآور پرتره کشاورزی از زوندرت است که ون گوگ کشیده است. تصویر سمت راست به طور قانع کننده‌ای به هیچ‌یک از تابلوهای موجود که ون گوگ کشیده است، مربوط نمی‌شود.

## منشأ
- اولین نسخه هرگز ایالت هنرمند را ترک نکرد. از سال ۱۹۶۲، تحت مالکیت مؤسسه ون گوگ است؛ که توسط وینسنت ویلم فن گوگ، برادر زاده هنرمند تأسیس شده است. تابلو به‌طور دائمی از موزه ونسان ون گوگ، آمستردام به عاریت گرفته شده است.
- دومین نسخه، از سال ۱۹۶۲، تحت مالکیت مؤسسه هنری شیکاگو بوده است.
- سومین نسخه، که قبلاً تحت مالکیت خواهر ون گوگ ویل بود، و بعدها شاهزاده ماتسوکاتا آن را بدست آورد، در ۱۹۵۹ بدنبال توافق صلح بین ژاپن و فرانسه وارد مجموعه ملی فرانسه شد، و به‌طور دائمی در موزه اورسی پاریس در معرض تماشا قرار دارد.